# Ukrainska nationella unionen
Ukrainska Nationella Unionen eller  UNU (ukrainska: Український Національний Союз) är en nationalistisk paramilitär organisation som grundades 2009. Dess ledare är Vitalij Krivosjev. Organisationen förespråkar en auktoritär samhällsordning.[källa behövs]

## Historia
Ukrainska Nationella Unionen grundades av politikern Оleg Goltvijanskij 19 december 2009  i Charkiv. Organisationen blev beryktad efter att ha utfört ett stort antal våldsdåd riktade mot invandrare och vänsteraktivister. 25 maj 2012 arresterades Goltvijanskij och till ledare utsågs i juni samma år Vitalij Krivosjev. 27 april 2013 fattade UNU beslut om att inrätta Ukrainas socialnationella parti. Ukrainska Nationella Unionen var mycket aktiva under oroligheterna på Euromajdan. UNU deltog i konflikten i östra Ukraina 2014–2015.
Goltvijanskij valdes i lokalvalen 2015 in som ersättare i kommunfullmäktige i staden Lyubotin.

## Utrikespolitik
Ukrainska Nationella Unionen har förespråkat en expansionistisk utrikespolitik och har uttryckt att områden som historiskt har hört till den "ukrainska kultursfären" skall förenas med dagens Ukraina.

## Symboler
Organisationens logotyp är varghaken. UNU:s flagga består av tre längsgående band. Det vita bandet symboliserar människors vita hudfärg, det röda bandet symboliserar nationen och det svarta bandet symboliserar jorden - ett land.